# Bernspriset
Bernspriset eller Bernsstipendiet är ett årligt pris som sedan 1966 utdelas av Svenska PEN till en författare, journalist eller fotograf som "lämnat ett värdefullt bidrag till skildringen av Stockholms kultur och natur, dess institutioner och dess utveckling eller Stockholmslivet i andra former".
Priset instiftades 1963 av poeten Johannes Edfelt och hans bror Arne Edfelt, som då drev Berns, i samband med Berns salongers 100-årsjubileum för att påminna om restaurangens centrala plats i Stockholms kulturliv. Pristagaren utses av Svenska PEN:s styrelse och prissumman är (2024) 25 000 kr.

## Pristagare i urval
- 1964 – Per Anders Fogelström
- 1965 – Olof Byström
- 1966 – Stig 'Slas' Claesson
- 1968 – Erik Asklund
- 1969 – Gunnar Brusewitz
- 1970 – Gustaf Adolf Lysholm
- 1971 – Gösta Selling
- 1972 – Yngve Larsson
- 1973 – Jan Olof Olsson
- 1974 – Bo Grandien
- 1975 – Gustaf Näsström
- 1976 – Gustaf Rune Eriks
- 1977 – Eva von Zweigbergk
- 1978 – Lennart af Petersens
- 1979 – Per Wästberg
- 1980 – Staffan Tjerneld
- 1981 – Gösta Gustaf-Janson
- 1983 – Vilgot Sjöman
- 1985 – Barbro Lindgren
- 1987 – Fredric Bedoire
- 1988 – Eva Eriksson
- 1989 – Marianne Zetterström
- 1990 – Nils-Erik Landell
- 1991 – Bengt Söderbergh
- 1992 – Anders Wahlgren
- 1993 – Ulf Eriksson
- 1994 – Heidi von Born
- 1995 – Lars Gyllensten
- 1997 – Kjell Johansson
- 1998 – Anders Petersen
- 1999 – Lena Andersson
- 2000 – Leif Claesson

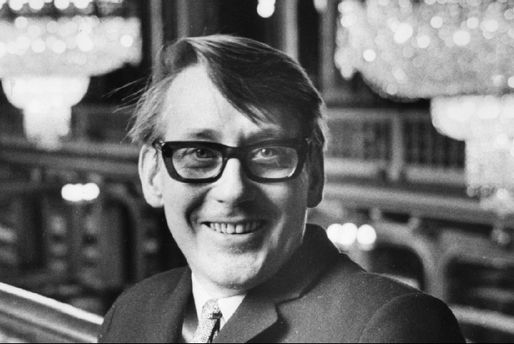
Stig 'Slas' Claesson, författare och konstnär, på Berns i Stockholm som årets Bernsstipendiat 1966.

- 2001 – Björn Ranelid och Alexandra Pascalidou
- 2002 – Suzanne Osten och The Latin Kings
- 2003 – Marianne Zetterström
- 2004 – Lars Mikael Raattamaa
- 2005 – Raine Gustafsson och Situation Sthlm
- 2006 – Daniel Sjölin
- 2007 – Thomas von Vegesack
- 2008 – Niklas Rådström
- 2009 – Martin Kellerman
- 2010 – Lena Kallenberg
- 2011 – Per Wirtén[1]
- 2012 – Johan Erséus[2]
- 2013 – Helena Friman
- 2014 – Rouzbeh Djalaie[3]
- 2015 – Sara Stridsberg[4]
- 2016 – Marie Silkeberg[5]
- 2017 – Agneta Pleijel[6]
- 2018 – Förenade förorter[7]
- 2019 – Måns Wadensjö[8]
- 2020 – Jonas Hassen Khemiri[9]
- 2021 – Diamant Salihu[10]
- 2022 – Wera von Essen[11]
- 2023 – Karl Gabor[12]